# Ormosia avilensis
Ormosia avilensis är en ärtväxtart som beskrevs av Henri François Pittier. Ormosia avilensis ingår i släktet Ormosia och familjen ärtväxter. Inga underarter finns listade i Catalogue of Life.